# گوهر کمال
گوهر کمال یک مجموعه تلویزیونی محصول سال ۱۳۷۷ به کارگردانی و نویسندگی عباس رنجبر  می‌باشد که از شبکه یک پخش شد. فیلمنامه این مجموعه با اقتباس از رمان سال بلوا (۱۳۷۱) نوشته عباس معروفی نگاشته شده است.

## بازیگران
- جهانگیر الماسی در نقش حاتم خانپور
- شیرین بینا در نقش راضیه نوبخت
- رضا فیض نوروزی در نقش قباد
- حسین خانی‌بیک
- مریم بوبانی
- عباس توفیقی
- پریسا وثوقی
- آتوسا گودرزی
- سهیلا تیلاوی
- اسماعیل مرسلی
- حسین افشار
- فرشید صمدی‌پور
- محمدهادی قمشی
- بابک والی
- روشنک عجمیان
- افسانه ناصری
- پریدخت اقبال‌پور
- مهدی پایانی
- بابک نوری
- مرتضی ساعی‌منش
- خدیجه علیپور
- صمد پرویس
- ندا نظام‌آبادی
- پریناز بینا
- دنا طبری
- ایمان برزگر
- عباس نعیمی
- لیلی شیرمرد
- جواد زیتونی
- علیرضا نصیبی